# Steglitz-Zehlendorf
Steglitz-Zehlendorf – szósty okręg administracyjny (Verwaltungsbezirk) Berlina. Liczy 302 523 mieszkańców. Powstał w 2001 z połączenia dwóch okręgów administracyjnych Berlina Zachodniego: Steglitz i Zehlendorfu.
Okręg wraz ze swoimi siedmioma dzielnicami należy do najbogatszych z najwyższą infrastrukturą społeczną. Jest on wyżej w zestawieniu, niż Charlottenburg-Wilmersdorf i Pankow.
W 1920 r. w ramach Ustawy o Wielkim Berlinie został utworzony okręg administracyjny Steglitz-Zehlendorf, który jest dziś trzecim pod względem wielkości w całym Berlinie. Od reformy z 1 stycznia 2001 r. składa się z wcześniejszych dzielnic Steglitz (wraz z jej dzielnicami Lankwitz, Lichterfelde i Steglitz), a także Zehlendorf, w którego skład wchodzą: Dahlem, Nikolassee, Wannsee i Zehlendorf.

## Położenie geograficzne i struktura
Od zachodu dzielnica Steglitz-Zehlendorf graniczy ze stolicą landu Brandenburgia – Poczdamem. Na północnym wschodzie z okręgiem Spandau, dalej z Charlottenburg-Wilmersdorf i z Tempelhof-Schöneberg na wschodzie. Od południa graniczy z Kleinmachnow i Teltow, które leżą w powiecie Poczdam-Mittelmark. Szerokość dzielnicy wynosi ponad 19 kilometrów, a długość ponad 9.
W dzielnicy znajdują się zarówno tereny odpoczynkowe, jak i różnego typu mieszkalne i przemysłowe. Tereny odpoczynkowe znajdują się w Wannsee (zachodnia część okręgu), w południowej części Grunewaldu, przy jeziorach Krumme Lanke i Schlachtensee, które w miesiącach letnich są chętnie odwiedzane przez Berlińczyków. Dzielnica Dahlem jest siedzibą wielu instytucji naukowych i Wolnego Uniwersytetu Berlińskiego. W Zehlendorfie występuje wiele terenów mieszkaniowych, a w jego centrum znajduje się mała część handlowa. Na południe od Dahlem znajduje się Lichterfelde, które w swojej północnej części składa się z kolonii willowej i małych centrów handlowych. W Lichterfelde-Süd mieszkania zostały częściowo wybudowane po II wojnie światowej.
Obszary wysunięte najbardziej na wschód mają najbardziej miejską strukturę. Przykładem jest Schloßstraße, która jest ulicą z największym zagęszczeniem sklepów w Berlinie. Służy jako centrum dla południowo-wschodnich dzielnic miasta. Dawna kolonia willowa Südende została całkowicie zniszczona podczas II Wojny Światowej. Ogród Botaniczny i Muzeum Botaniczne Berlin-Dahlem położone są w swoim ścisłym sąsiedztwie w Lichterfelde.
Najbardziej wysunięty na zachód punkt Berlina znajduje się w Wannsee na Haweli, która jest granicą z Brandenburgią.
Gęstość zaludnienia w dzielnicy różni się od miejsca pomiaru. W Steglitz i Lichterfelde, które należą do części miasta z największą liczbą ludności w całym Berlinie, mieszka połowa całej liczby mieszkańców okręgu. Wannsee, największa dzielnica Steglitz-Zehlendorfu (prawie 1/4 powierzchni dzielnicy), jest luźno zasiedlona (tylko 3% mieszkańców dzielnicy).
W Steglitz-Zehlendorf znajduje się wiele osiedli willowych i cechuje się on relatywnie wysokim dochodem przypadającego na jednego mieszkańca. Dodatkowo, w porównaniu do innych okręgów administracyjnych, występuje niski odsetek osób bezrobotnych (10,1% – stan na 30 kwietnia 2013). Dahlem i zalesione części Zehlendorfu, a także te nad jeziorami, należą do miejsc najchętniej wybieranych do zamieszkania, z wyjątkiem centrum. Przeciętny wiek mieszkańca wynosi 46,1 roku (Stan: 31 grudnia 2012) i jest najwyższy wśród wszystkich okręgów w mieście. Dla porównania, najmłodsze społeczeństwo zamieszkuje dzielnicę Friedrichshain-Kreuzberg – średnia wieku 37,3 roku.

## Podział administracyjny
| Dzielnice w okręgu wraz z podległymi im jednostkami administracyjnymi              | Powierzchnia [km²] | Liczba mieszkańców | Liczba mieszkańców na kilometr kwadratowy | Położenie na mapie okręgu |
| ---------------------------------------------------------------------------------- | ------------------ | ------------------ | ----------------------------------------- | ------------------------- |
| 0601 Steglitz - Südende                                                            | 6,79               | 74 533             | 10 977                                    |                           |
| 0602 Lichterfelde - Lichterfelde West - Lichterfelde Ost - Lichterfelde Süd        | 18,22              | 83 293             | 4 572                                     |                           |
| 0603 Lankwitz                                                                      | 6,99               | 42 353             | 4 572                                     |                           |
| 0604 Zehlendorf - Düppel - Schlachtensee - Schönow - Onkel Toms Hütte              | 18,83              | 59 732             | 3 172                                     |                           |
| 0605 Dahlem                                                                        | 8,39               | 16 678             | 1 988                                     |                           |
| 0606 Nikolassee - Schwanenwerder                                                   | 19,61              | 15 941             | 813                                       |                           |
| 0607 Wannsee - Kohlhasenbrück - Steinstücken - Heckeshorn - Am Sandwerder - Stolpe | 23,68              | 10 005             | 423                                       |                           |

## Demografia

Piramida wieku w okręgu Steglitz-Zehlendorf, 2010 r.

31 grudnia 2015 roku liczba mieszkańców okręgu Steglitz-Zehlendorf wynosiła 302 535 mieszkańców. Ze względu na duży udział w ogólnej powierzchni okręgu (prawie 103 kilometry kwadratowe) obszarów wodnych i zalesionych, a także w większości luźną zabudowę, tego dnia gęstość zaludnienia wyniosła 2952 mieszkańców na kilometr kwadratowy.
Steglitz-Zehlendorf nie jest, w przeciwieństwie do pozostałych okręgów dawnego Berlina Zachodniego, klasycznym miejscem osiedlania się imigrantów. Ich udział w ogólnej liczbie mieszkańców wynosił 31 grudnia 2012 roku 23,7%, przy 11,6% obcokrajowców. Liczba ta jest jednak różna w każdej z dzielnic składających się na okręg. W siedmiu z 33 publicznych szkół podstawowych (niem. Grundschule) udział dzieci pochodzący z rodzin mających tło migracyjne wynosił ponad 40%. W najbardziej miejskiej części okręgu – w Steglitz – prawie 30% ma tło migracyjne. W słabo zaludnionym Wannsee wskaźnik ten wynosi około 17%. Największymi grupami migrantów w okręgu Steglitz-Zehlendorf są osoby z Polski, Turcji, byłej Jugosławii, Zjednoczonych Stanów Ameryki, krajów arabskich i różnych części Afryki oraz Azji. W tych dwóch ostatnich grupach przeważają osoby z Ghany i Nigerii, a także Chin, Korei Południowej i Tajlandii.
| Udział mieszkańców z tłem migracyjnym                                                                        | Udział w procentach | Liczba osób z tłem migracyjnym |
| --- | ------------------- | ------------------------------ |
| Niemcy bez tła migracyjnego                                                                                  | 76,6                | 229.318                        |
| Niemcy z tłem migracyjnym i obcokrajowcy                                                                     | 23,4                | 70.139                         |
| – Migranci z krajów muzułmańskich (Turcy, mieszkańcy Ligi Państw Arabskich, Irakijczycy itp.)                | 4,8                 | 14.423                         |
| – polscy migranci                                                                                            | 3,2                 | 9.572                          |
| – migranci z krajów byłej Jugosławii                                                                         | 1,6                 | 4.803                          |
| – migranci ze Stanów Zjednoczonych                                                                           | 1,4                 | 4.278                          |
| – pozostali (m.in. mieszkańcy dawnego Związku Radzieckiego, Afroniemcy, Grecy, mieszkańcy Dalekiego Wschodu) | 12,4                | 37.063                         |

## Zabytki i muzea

### Steglitz
- Pędzel Piwny (niem. Bierpinsel)

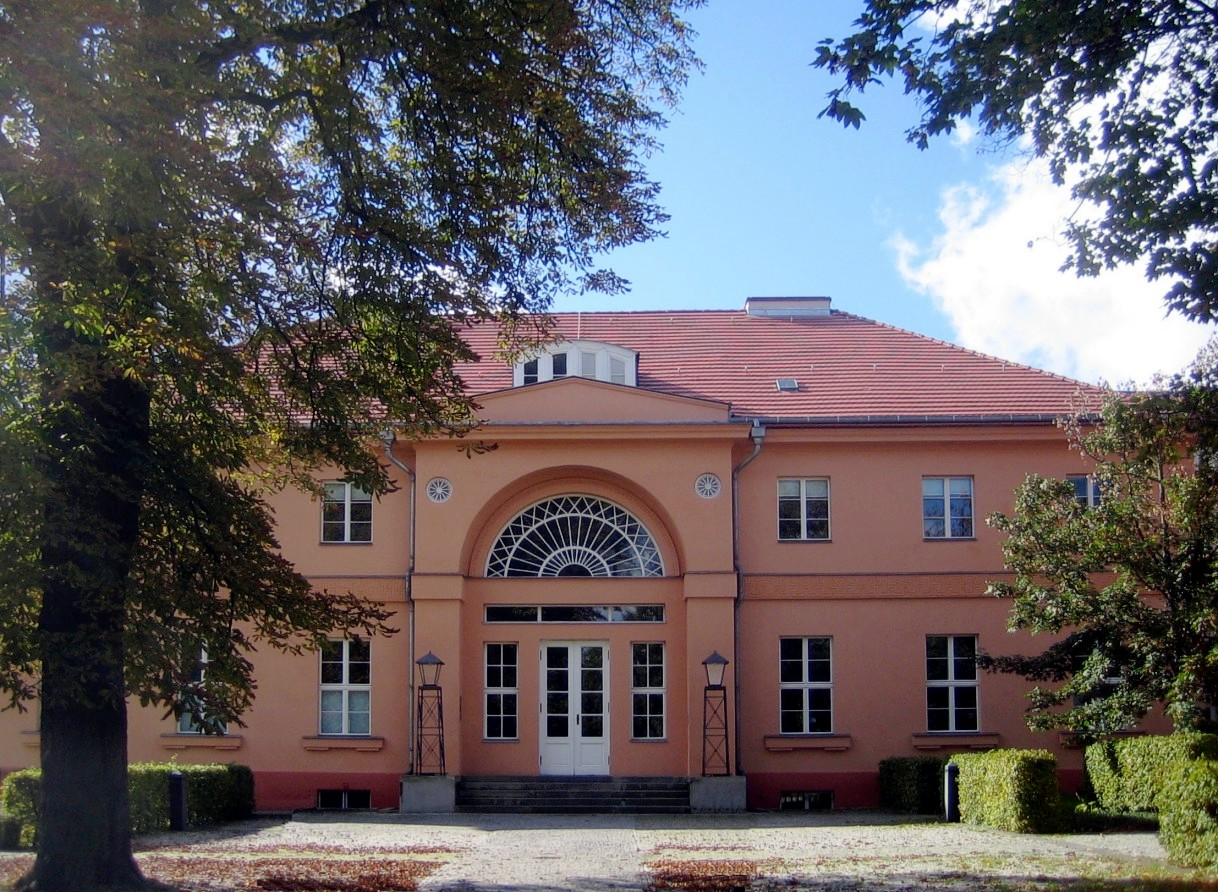
Dworek Steglitz

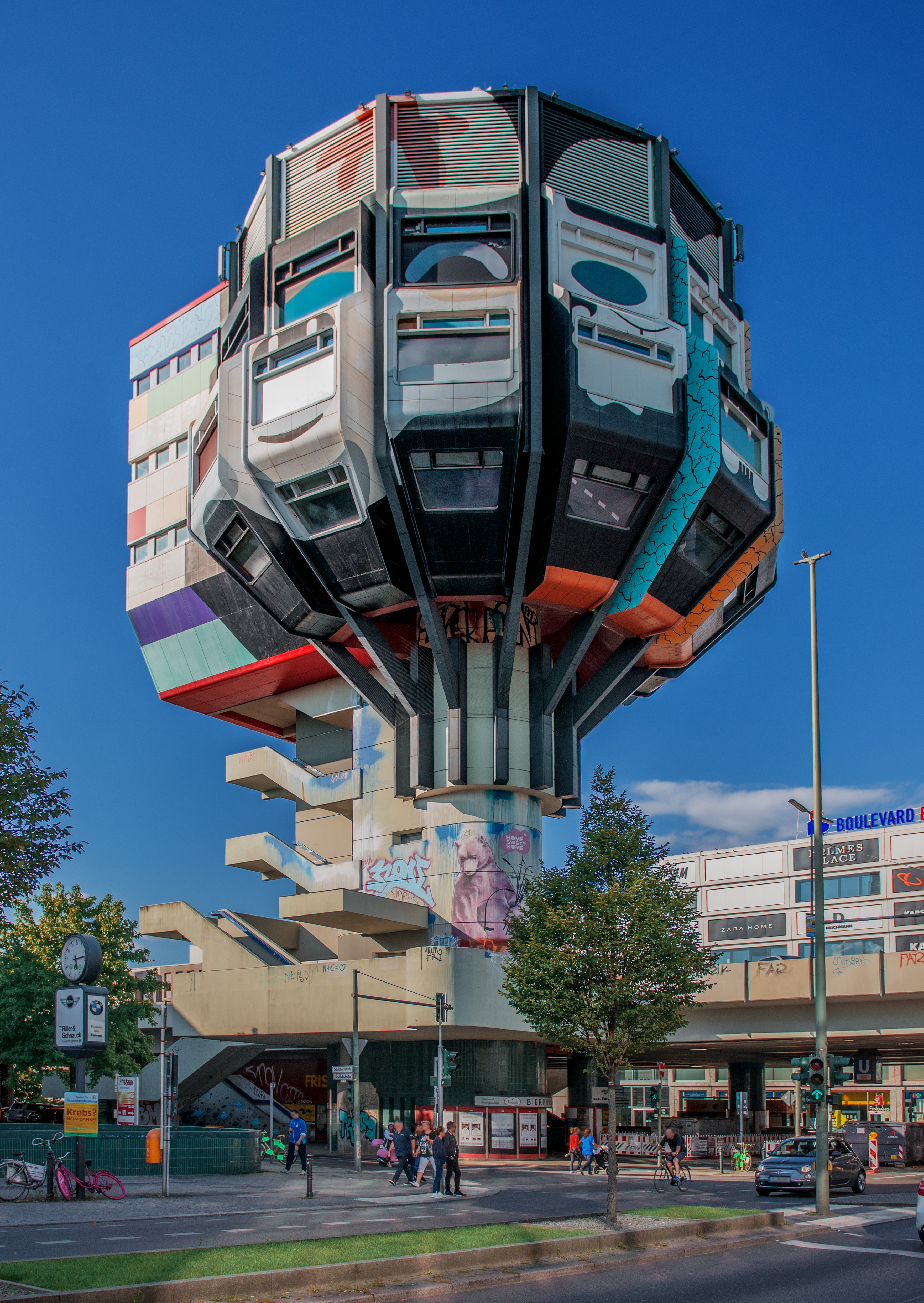
Pędzel Piwny (niem. Bierpinsel)

- Dworek Steglitz i Teatr Schlosspark
- Bazylika Rosenkranz
- Lustrzana ściana na Hermann-Ehlers-Platz jako pomnik deportowanych Żydów niemieckich i pamiątka Synagogi w Steglitz

### Lichterfelde
- Ogród botaniczny
- Fliegeberg i pomnik Ottona Lilienthala
- Kolonia willowa Lichterfelde-West

### Lankwitz

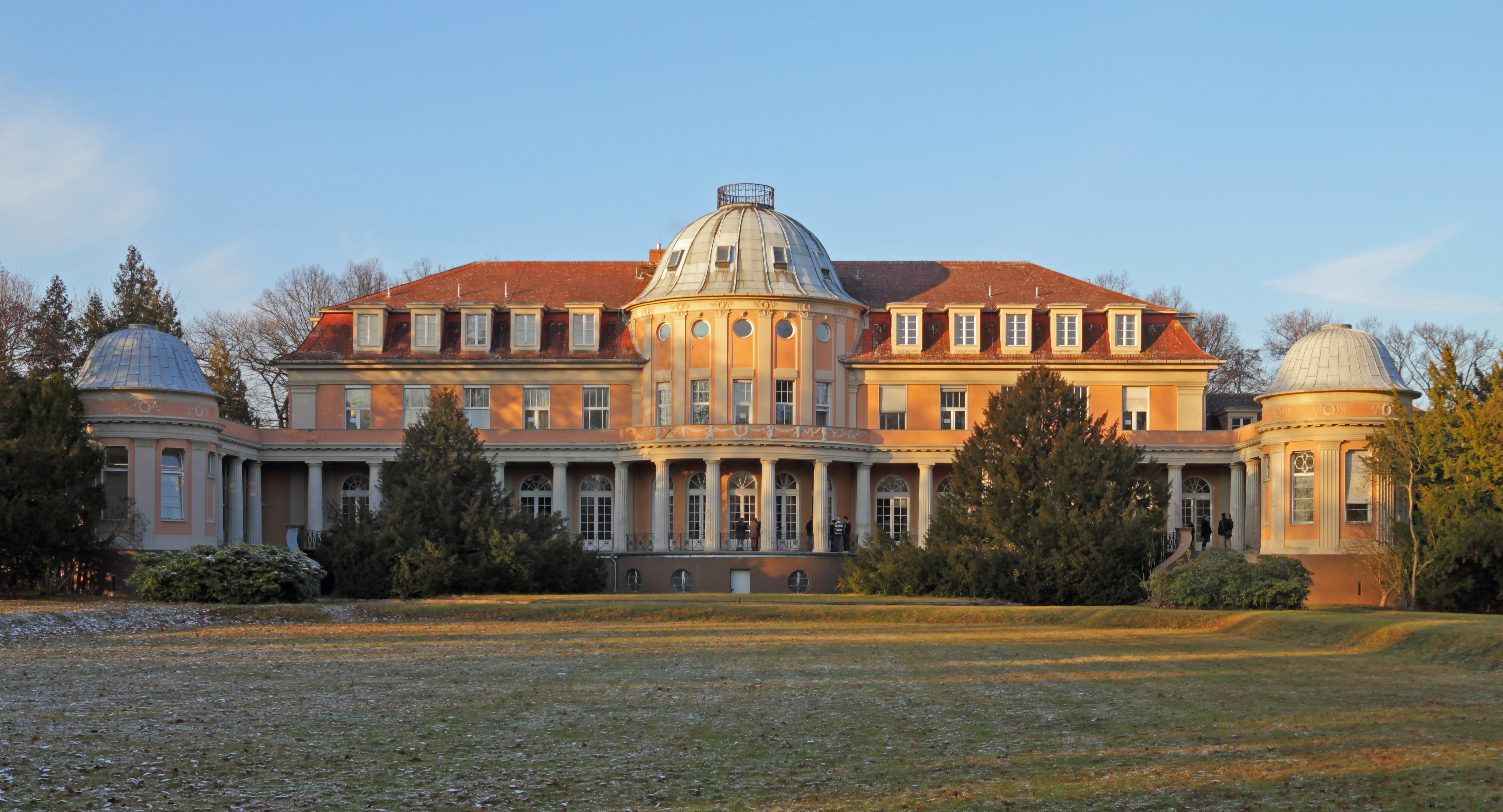
Dwór Correns

- Muzeum Energii
- Dwór Correns (Willa Siemensa)

### Zehlendorf

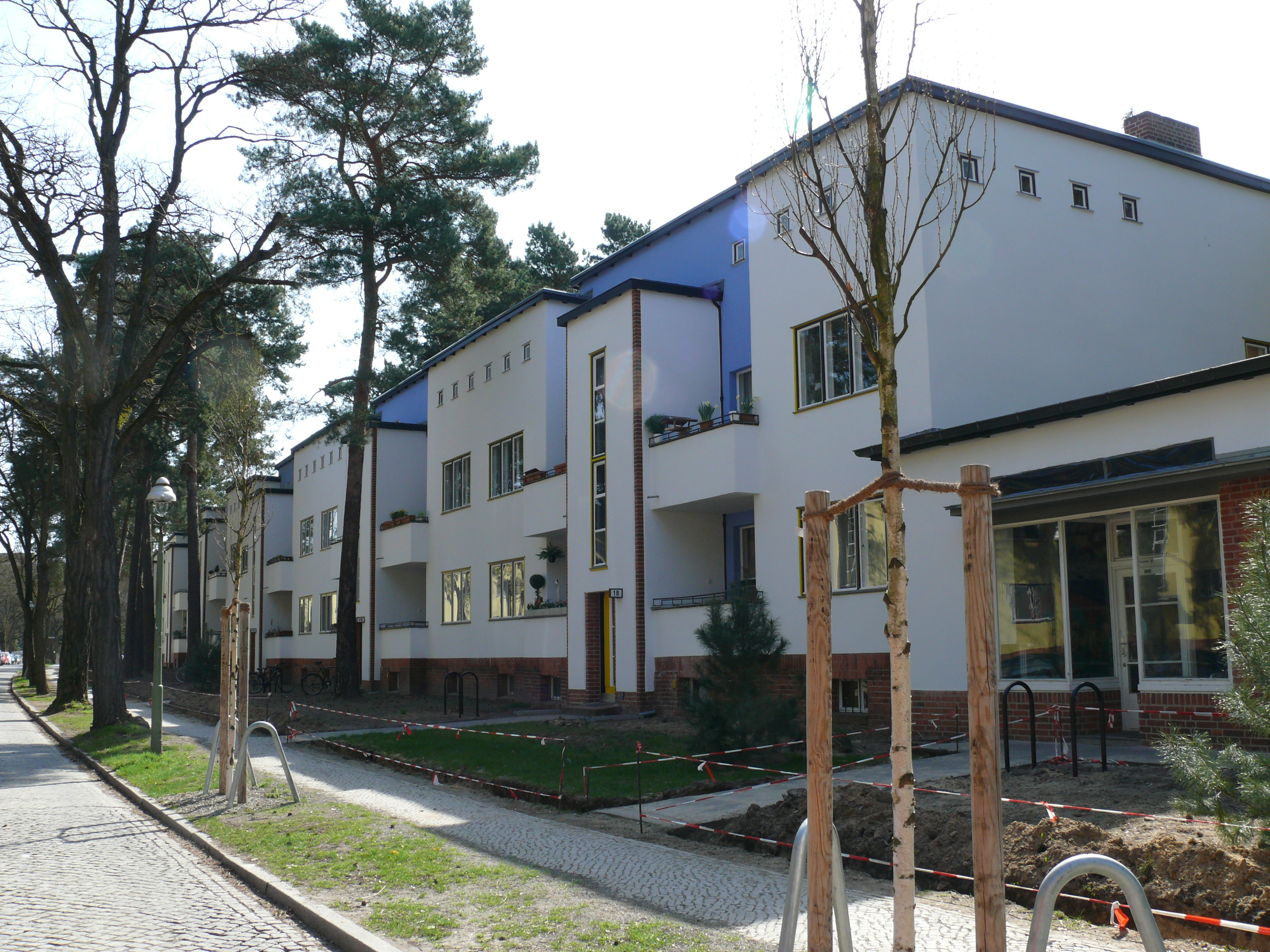
Osiedle Onkel Toms Hütte

- Muzeum Aliantów jako pomnik pamięci o Operacji Vittles i roli Zachodnich Aliantów w izolowanym Berlinie Zachodnim w latach 1945–1994
- Mexikoplatz
- Muzeum wsi Düppel
- Onkel Toms Hütte (Osiedle domów wybudowane w latach 1926–1931)
- Haus am Waldsee (dom wystawowy sztuki współczesnej)

### Dahlem
- Muzeum Botaniczne

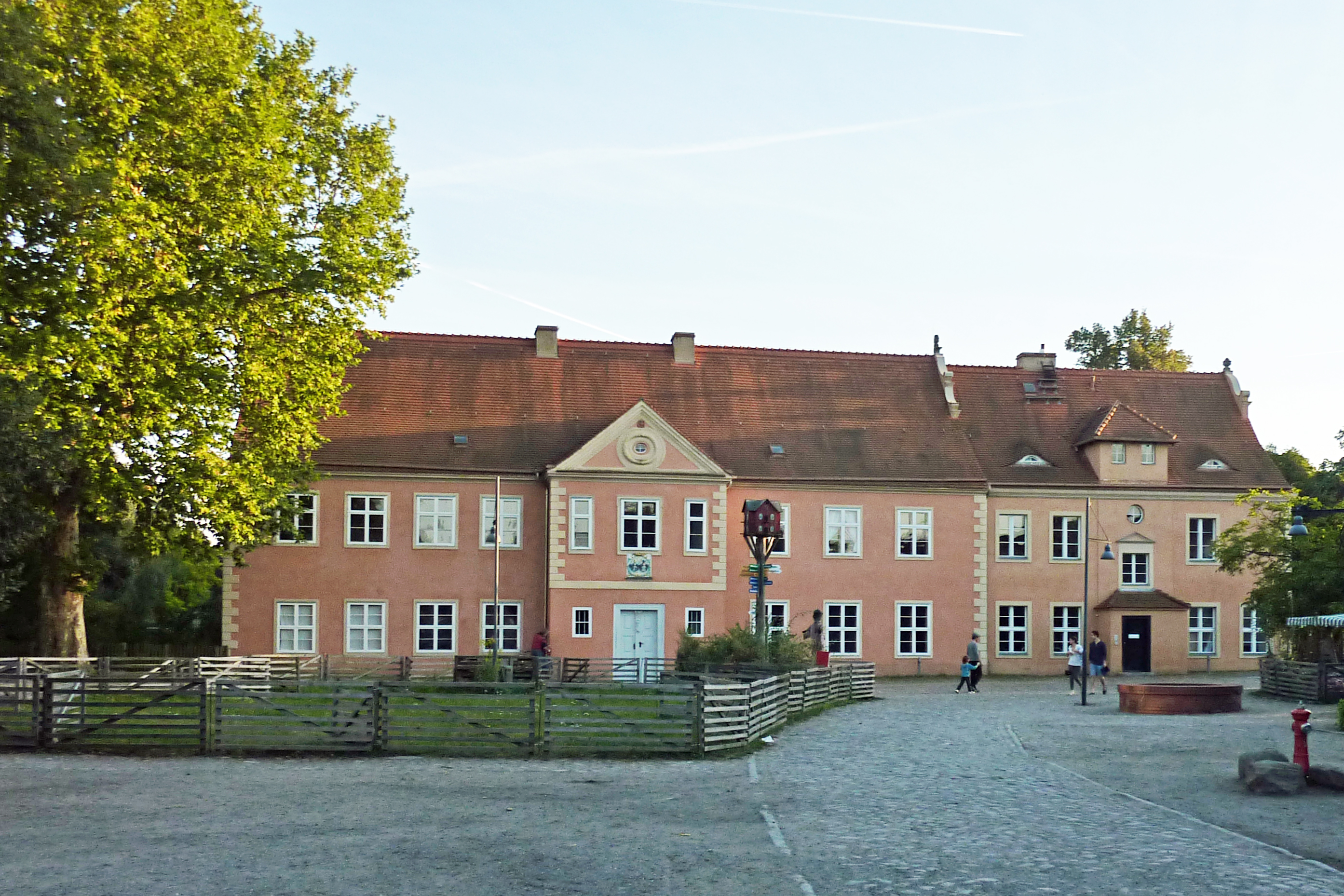
Domäne Dahlem

- Brücke-Museum poświęcone działalności artystycznej grupy Brücke
- Domäne Dahlem – Plenerowe muzeum rolnictwa
- Muzeum Etnologiczne
- Zamek myśliwski Grunewald – galeria obrazów
- Muzeum Sztuki Azjatyckiej
- Muzeum Kultury Europejskiej
- Biblioteka Filologiczna (zaprojektowana przez lorda Normana Fostera)

### Nikolassee

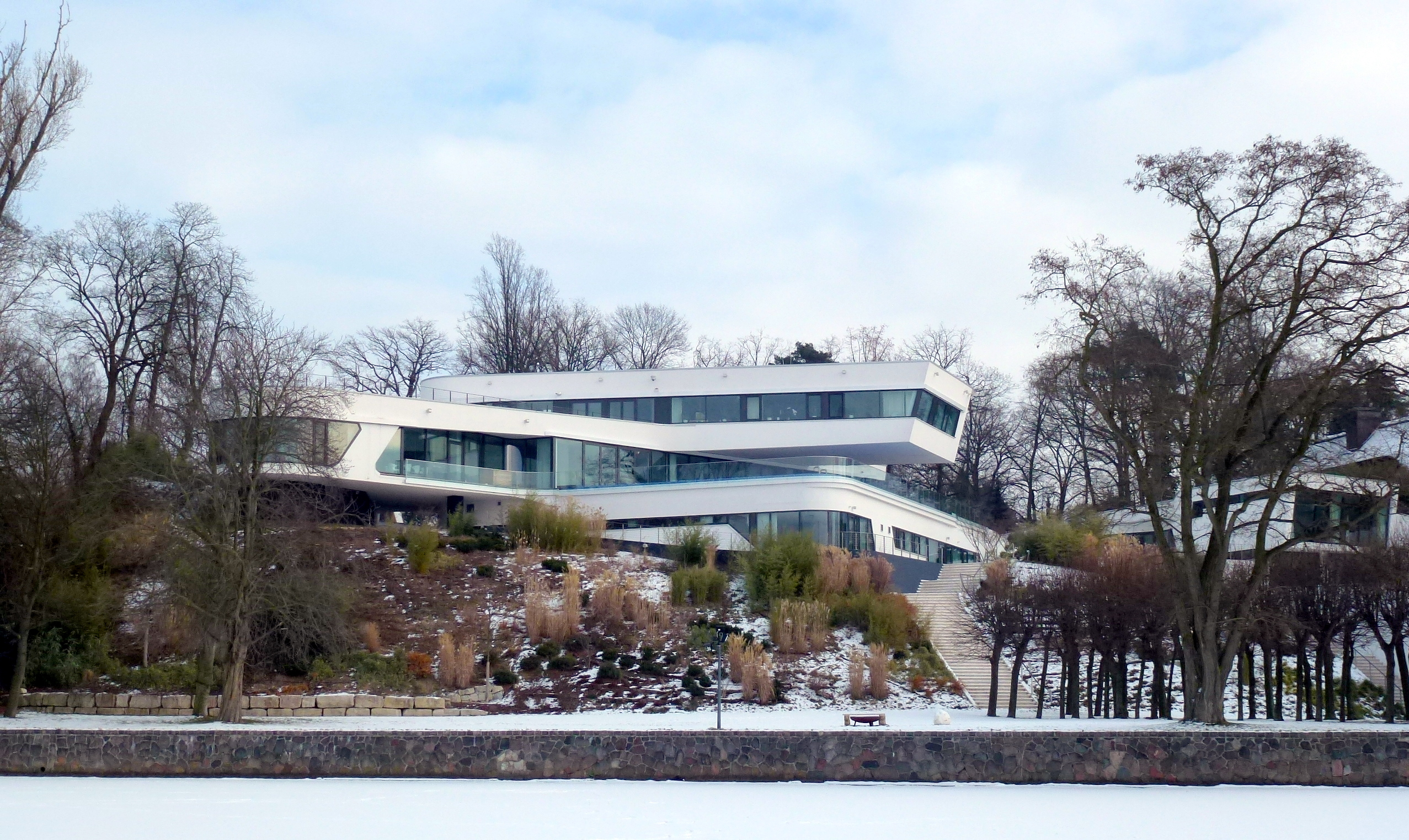
Nowoczesna willa – widok od strony jeziora

- Schwanenwerder (Kolonia willowa na wyspie znajdującej się na Großer Wannsee)
- Miasteczko studenckie Studentendorf Schlachtensee (Narodowe dziedzictwo kulturowe)

### Wannsee
- Albrechts Teerofen – zabytkowa część dzielnicy Wannsee
- Most Glienicke
- Großer Wannsee z plażą i kolonią willową Alsen
- Grób Heinricha von Kleista
- Kohlhasenbrück – zabytkowa część dzielnicy Wannsee
- Liebermann-Villa – dziś muzeum sztuki z dziełami malarskimi
- Loggia Alexandra na Böttcherberg
- Dom i kościół Świętych Piotra i Pawła na Nikolskoe
- Park Klein-Glienicke z zamkiem myśliwskim i pałacem Glienicke
- Wyspa Pfaueninsel z zamkiem i budynkami gospodarczymi
- Siemens-Villa, dziś Szpital Immanuela, wraz z parkiem otwartym dla zwiedzających
- Dom Konferencji w Wannsee

## Instytucje naukowe
- Wolny Uniwersytet Berliński
- Charité – szpital kliniczny
- Towarzystwo Maxa Plancka
- Niemiecki Instytut Archeologii

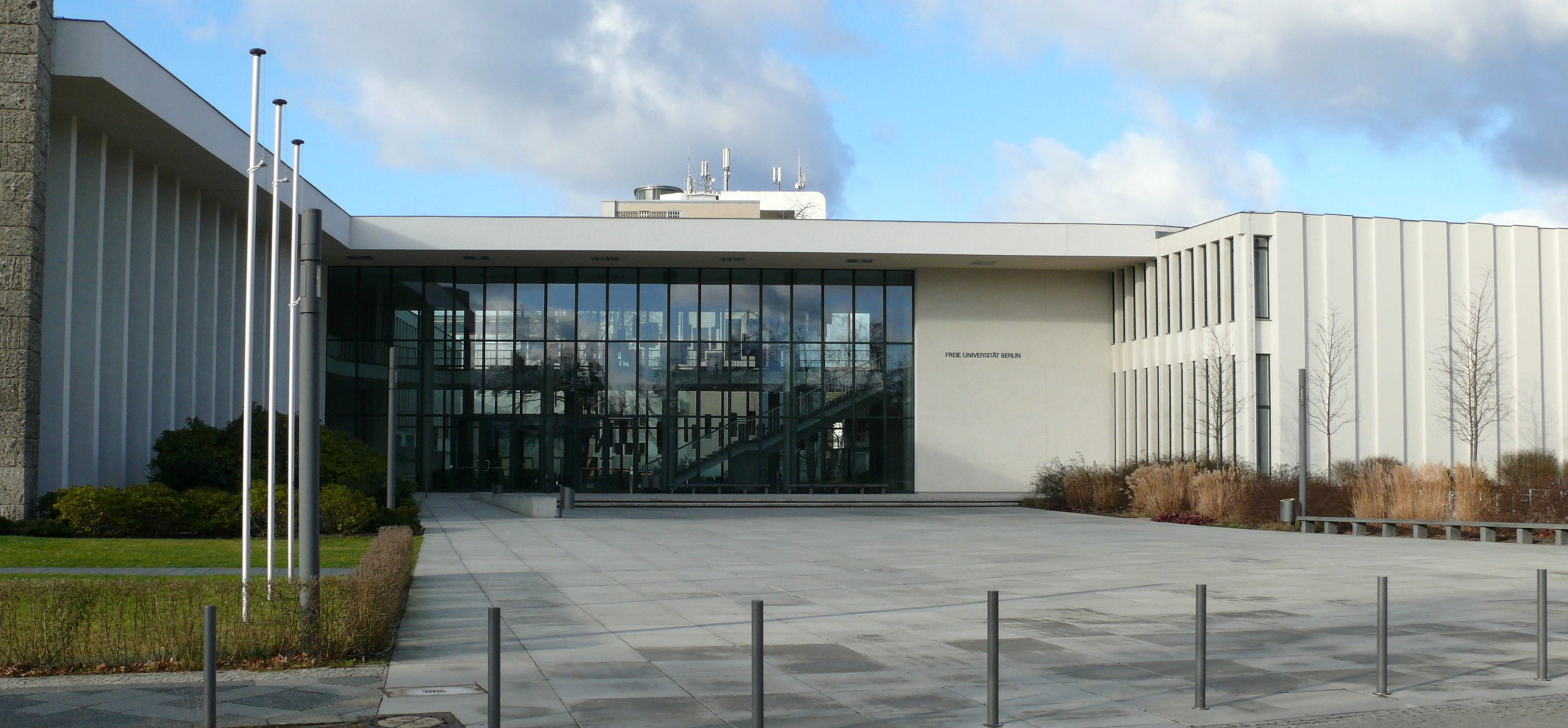
Henry-Ford-Bau – Auditorium Maximum Wolnego Uniwersytetu Berlina

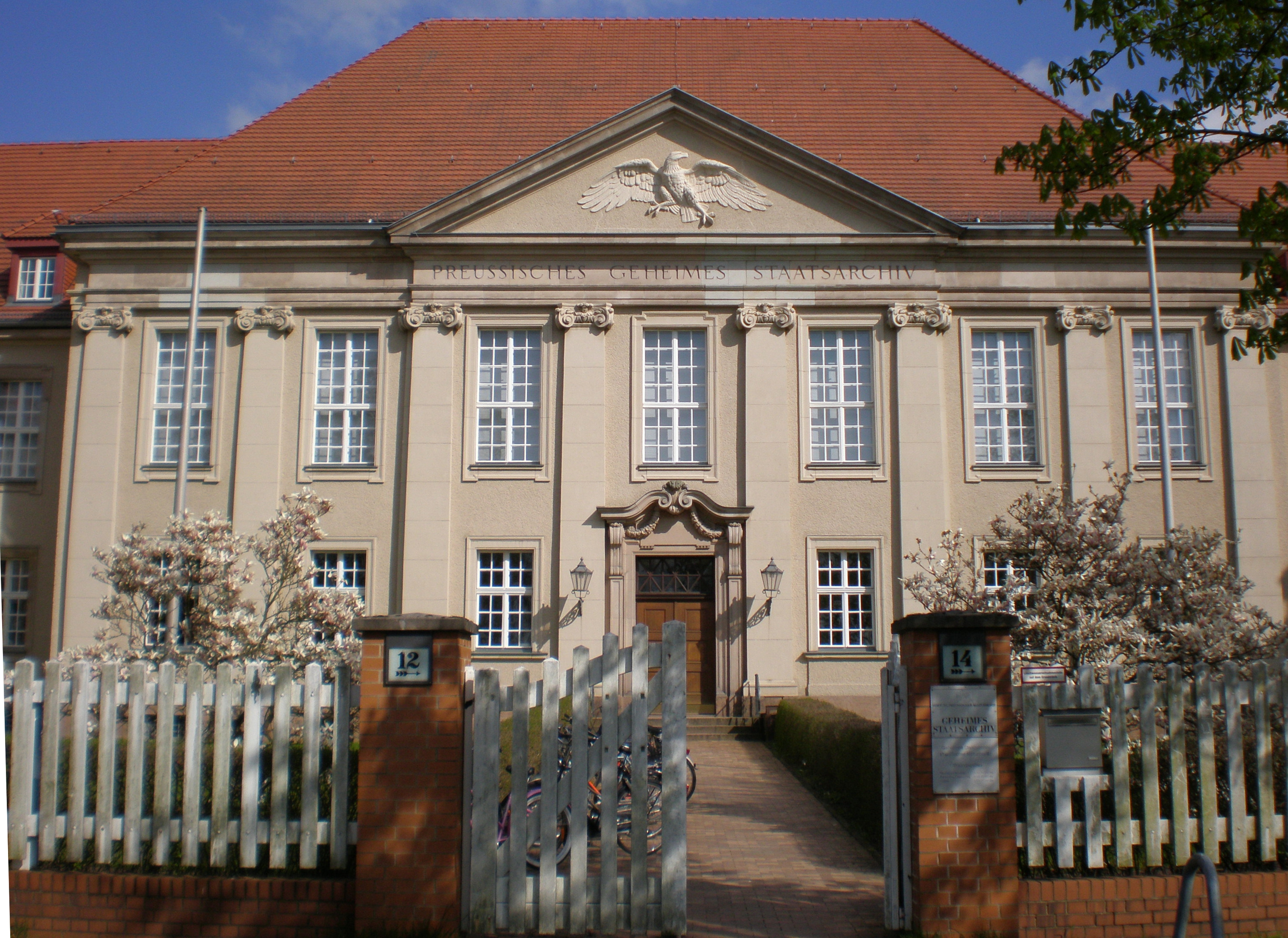
Tajne Archiwum Państwowe Fundacji Pruskiego Dziedzictwa Kulturowego

- Niemiecki Instytut Badań nad Gospodarką Rynkową
- Tajne Archiwum Państwowe Fundacji Pruskiego Dziedzictwa Kulturowego
- Archiwum Narodowe – Oddział Berlin: Centralne Archiwum czasów Rzeszy Niemieckiej i NRD

## Czas okupacji
Cały obecny okręg administracyjny należał po drugiej wojnie światowej, tj. w latach 1945–1990, razem z dzielnicami Tempelhof, Schöneberg, Neukölln i Kreuzberg do sektora amerykańskiego.

## Transport
Przez okręg przebiegają linie metra U3 oraz U9.

## Współpraca
Miejscowości partnerskie:
- Bad Godesberg, Nadrenia Północna-Westfalia (od 1962)
- Bremerhaven, Brema (od 1965)
- Brøndby, Dania (od 1968)
- Cassino, Włochy (od 1969)
- Charków, Ukraina (od 1990)
- powiat Getynga, Dolna Saksonia (od 1962)
- Hagen, Nadrenia Północna-Westfalia (od 1967)
- Hann. Münden, Dolna Saksonia (od 1962)
- Kazimierz Dolny, Polska (od 1993)
- Kirjat Bialik, Izrael (od 1966)
- Königs Wusterhausen, Brandenburgia (od 1988)
- powiat Lüchow-Dannenberg, Dolna Saksonia (1979)
- Nałęczów, Polska (od 1993)
- Nentershausen, Hesja (od 1966)
- Paryż, Francja (od 1970)
- Poniatowa, Polska (od 1993)
- powiat Rendsburg-Eckernförde, Szlezwik-Holsztyn (od 1964)
- Ronneby, Szwecja (od 1976)
- Sderot, Izrael (od 1975)
- Sochos, Grecja (od 1993)
- Szilvásvárad, Węgry (od 1989)
- powiat Westerwald, Nadrenia-Palatynat (od 1970)